# Seumas McNally
Seumas McNally, né le 10 février 1979 et mort le 21 mars 2000, est un développeur et concepteur de jeux vidéo canadien. Il est surtout connu pour ses jeux indépendants, notamment DX Ball et Tread Marks. Ce dernier remporte notamment le grand prix au Festival des jeux indépendants (IGF). Ce prix est ensuite renommé à titre posthume en son honneur Grand Prix Seumas McNally lorsqu'il décède à l'âge de 21 ans d'un lymphome de Hodgkin peu de temps après l'avoir reçu.

## Carrière
Seumas McNally sort son premier jeu d'arcade DX Ball en 1996. Le jeu de tir en hélicoptère Tiger's Bane est ensuite sorti en 1998, un an après que Seumas ait créé sa société Longbow Digital Arts, où est le rôle de programmeur principal et travaille avec son père Jim (concepteur de jeu), sa mère Wendy (artiste) et son frère Philippe (artiste 3D),.
Il développe ensuite le jeu de chars en 3D Tread Marks en tant que programmeur principal et concepteur de jeux, qui est publié en 2000. Le jeu est remarquable pour son terrain déformable en jeu et remporte trois prix de l'Independant Games Festival : "Meilleur jeu", "Meilleur design" et "Meilleure programmation". Parmi les autres logiciels programmés par McNally se trouvent Particle Fire, un économiseur d'écran avec des effets graphiques, Texturizer, pour créer des wrapping textures, et WebProcessor, pour créer des macros HTML rapides.

## Maladie et mort
McNally souffre d'un lymphome de Hodgkin, une forme agressive de cancer du poumon, dont il est diagnostiqué en 1997 à l'âge de 18 ans. McNally décède le 21 mars 2000, peu de temps après avoir remporté le grand prix pour Tread Marks.

## Postérité
Le père de Seumas, Jim, continue à créer un jeu de guerre historique, notamment à partir d'ébauches de conception que Seumas avait aidé à formuler. Le premier est Hegemony: Philip of Macedon, qui devient ensuite la première entrée d'une série de wargames historiques. Longbow Digital Arts, la société indépendante de développement de jeux fondée par Seumas McNally, poursuit encore ses activités.